# Симфония № 2 (Дмитрий Шостакович)
„Симфония № 2“ („На Октомври“) в си мажор (опус 14) е симфония на руския композитор Дмитрий Шостакович.
Написана е през 1927 година по повод десетата годишнина от Октомврийската революция. Представена е пред публика на 5 ноември 1927 година от оркестъра на Ленинградската филхармония под диригентството на Николай Малко. Съдържа множество експериментални елементи, а последната хорална част по стихове на Александър Безименски има подчертано пропаганден характер. Симфонията няма голям успех, а по-късно самият автор я определя като неудачен резултат от ненужен стремеж към оригиналност.